# Bahnhof Drei Annen Hohne
Der Bahnhof Drei Annen Hohne ist ein Trennungsbahnhof der Harzquerbahn und der Brockenbahn in Drei Annen Hohne, Ortsteil von Wernigerode im Landkreis Harz in Sachsen-Anhalt.

## Geschichte
Der Bahnhof wurde 1898 von der Nordhausen-Wernigeroder Eisenbahn-Gesellschaft nach Fertigstellung der meterspurigen Harzquerbahn gebaut und erhielt den Namen Drei-Annen-Hohne. Das gegenüber befindliche Hotel trug zunächst den Namen Signalfichte, dann Signalfichte-Hohne. Nachdem im Oktober 1901 ein Sturm die Signalfichte umgeworfen hatte, wurden es nach dem Hoteleigentümer Beckers Hotel benannt.
Für die normalspurige Rübelandbahn nach Elbingerode wurde am 1. Mai 1907 ein eigener Bahnhof eröffnet, der „Untere Bahnhof“, südlich vom Harzquerbahnhof. Er wurde von der Halberstadt-Blankenburger Eisenbahn gebaut. Durch eine Unterführung für Fußgänger waren beide Bahnhöfe miteinander verbunden. Diese Strecke wurde am 1. Dezember 1965 stillgelegt. Der noch vorhandene Bahndamm eignet sich streckenweise als Radweg. Beide Bahnhöfe lagen bis 1947 auf Elbingeröder Gebiet. Gleisstrecke und Bahnhöfe wurden mit der zu Wernigerode gehörenden Waldsiedlung Büchenberg ausgetauscht. Das Gebäude des „Untere Bahnhofs“ wurde noch einige Zeit als Wohngebäude und Mitropa-Gaststätte genutzt. Seit deren Schließung verfällt es. 
Im Jahr des Bahnhofsbaus der Harzquerbahn entstand nördlich gegenüber ein Hotel, das bis zum Verkauf 1940 den Namen „Beckers Hotel“ trug. Nach 1945 nahm es das Innenministerium in Besitz. Nach der Wende ist es wieder in privater Hand und heißt heute „Der Kräuterhof“.
Der Name des Bahnhofs ging später auf die umliegende kleine Siedlung Drei Annen Hohne über.
Im Denkmalverzeichnis des Landes Sachsen-Anhalt ist der Bahnhof unter der Erfassungsnummer 094 56034 011 als Teilobjekt des Baudenkmals Harzquerbahn verzeichnet.

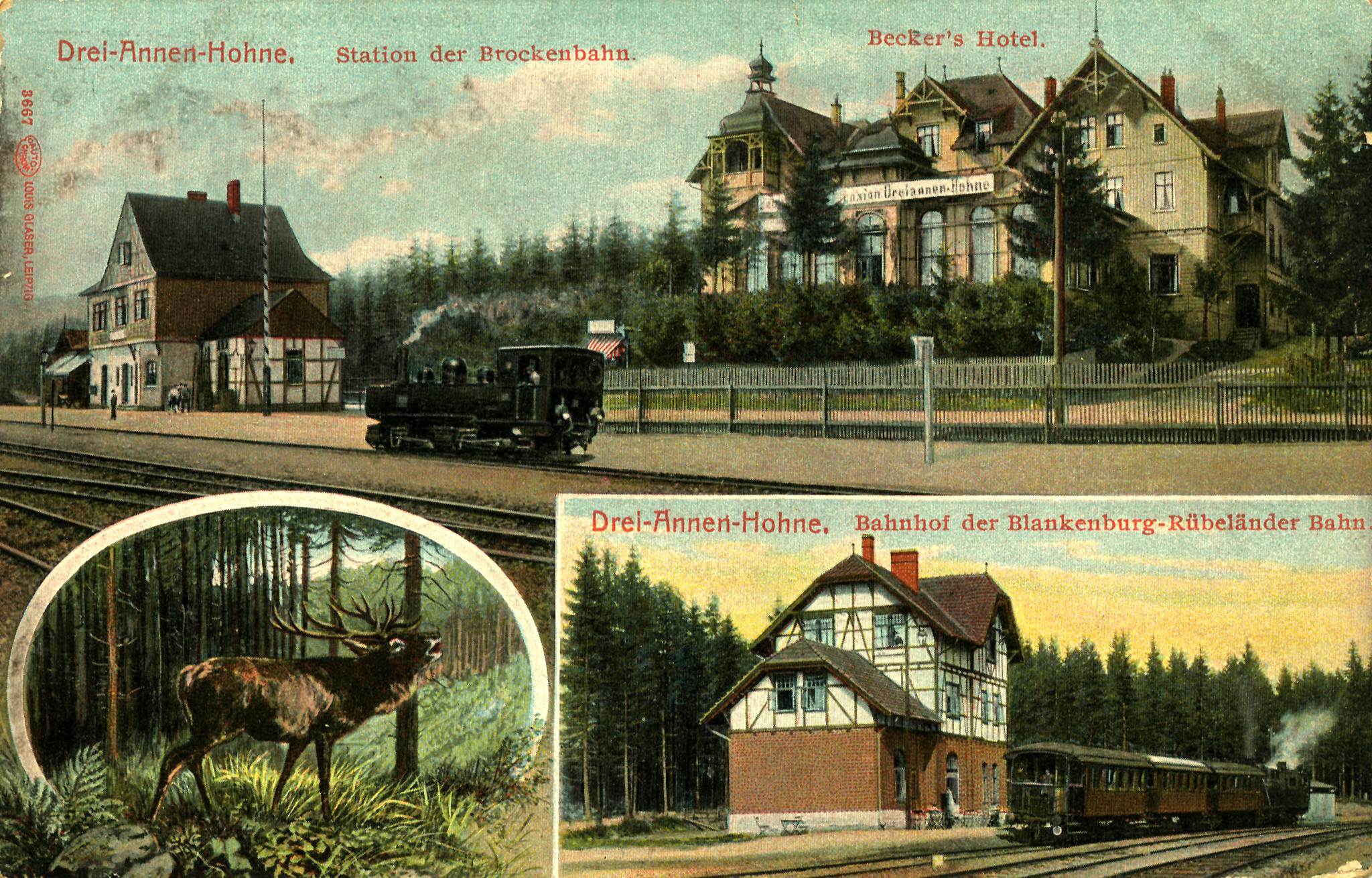
Nach 1907: Harzquerbahnhof vor Hotel und unterer Bahnhof
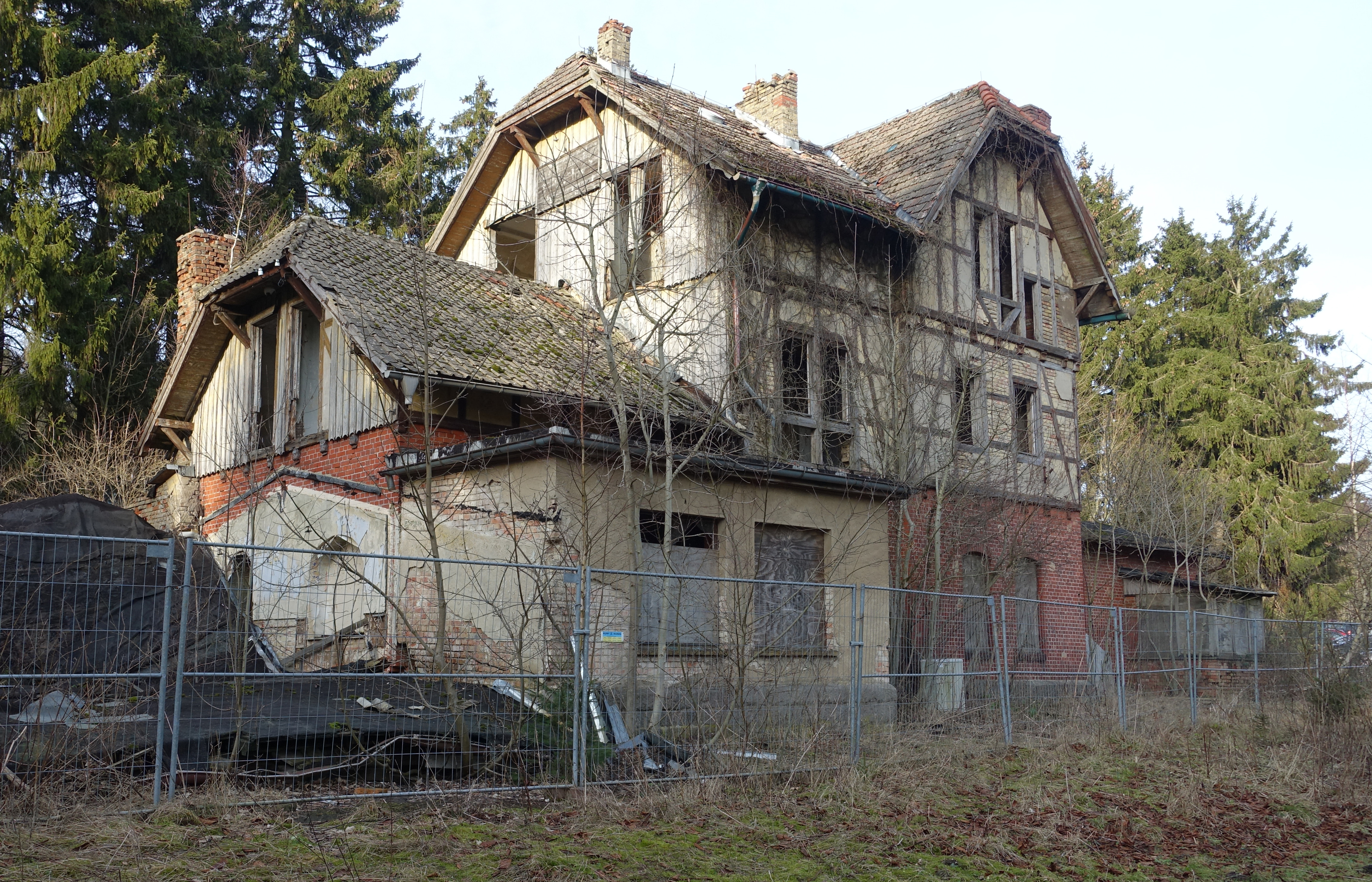
Bahnhof der Rübelandbahn, betrieben 1907 bis 1963, Foto 2016